# 維港峰

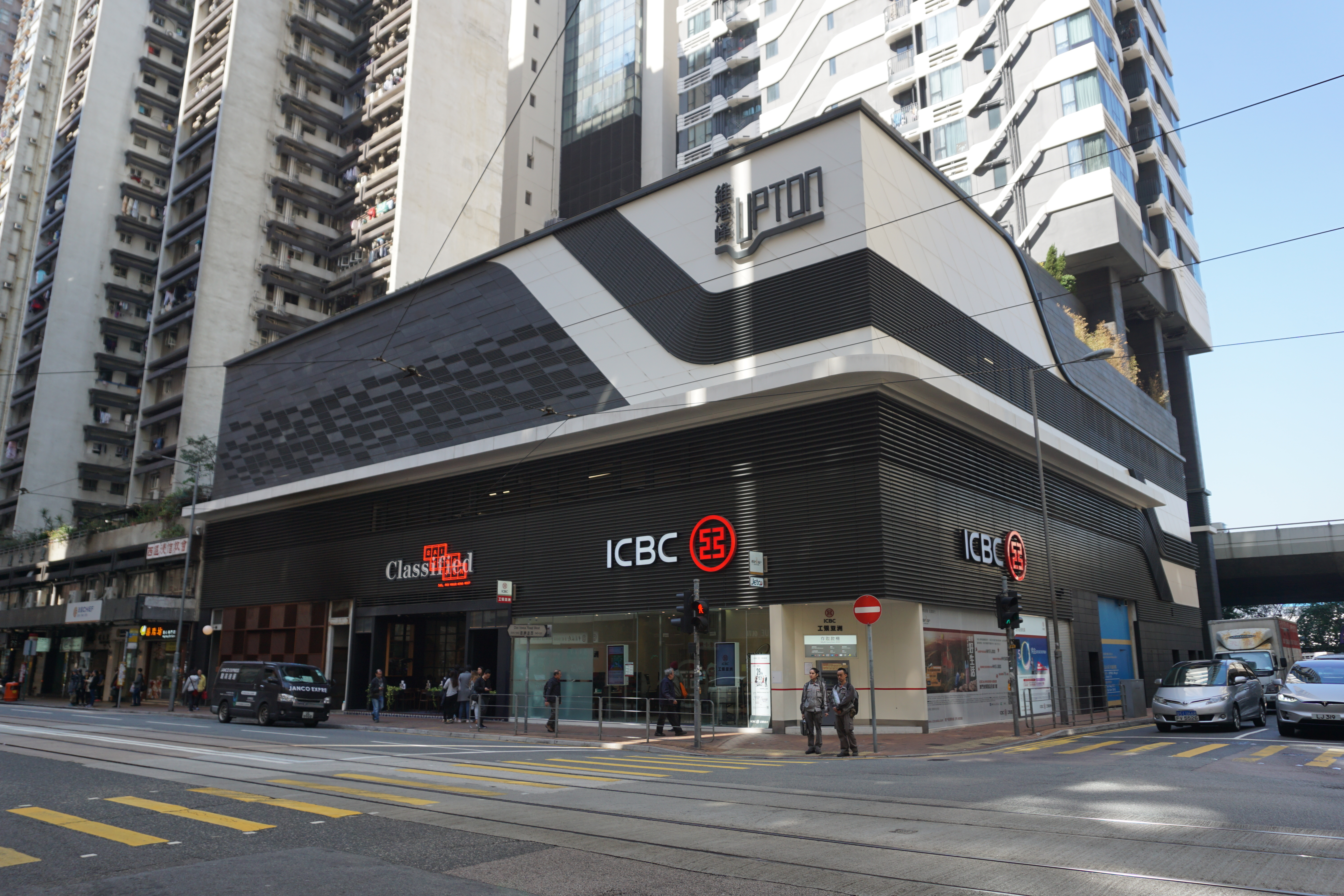
基座商舖

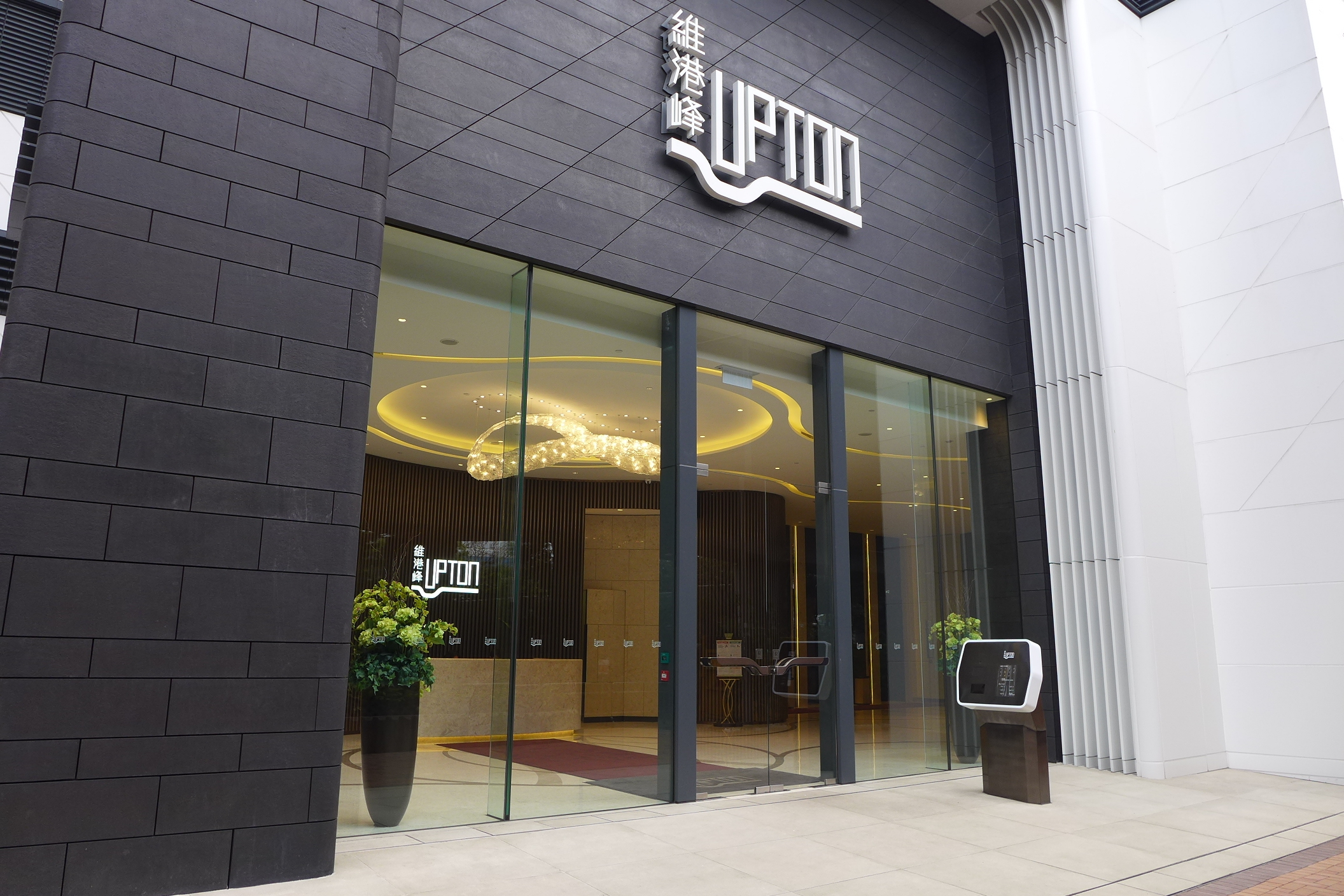
住宅大堂

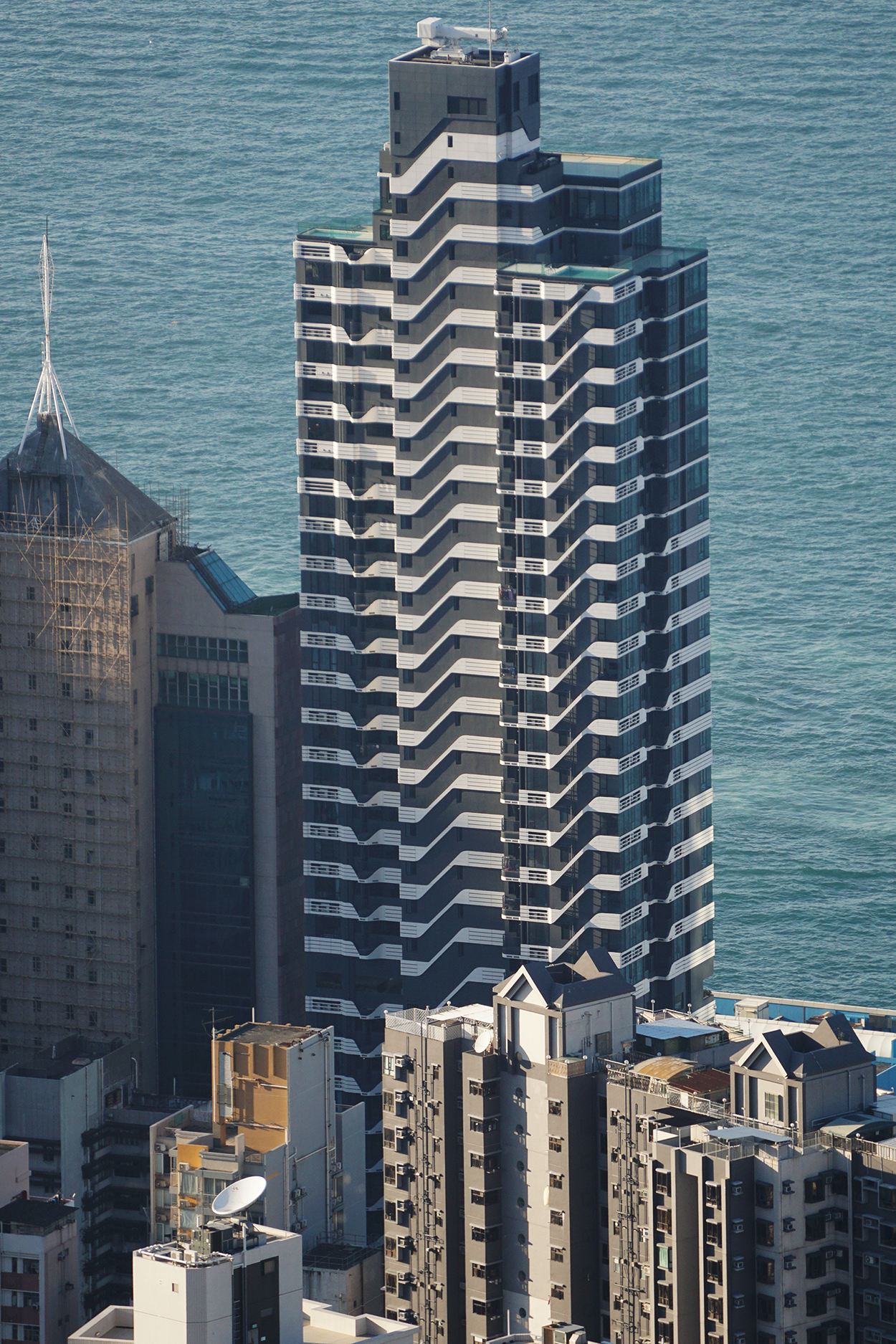
俯瞰維港峰南面，可見頂層兩個複式單位設有私人泳池

維港峰（英語：Upton），是位於香港香港島西營盤干諾道西的單幢住宅，樓高共41層，由英皇集團發展及管理，承建商為佳盛建築，於2015年第3季入伙。
維港峰合共提供125個住宅單位，實用面積介乎524至3,518平方呎。

## 住宅
維港峰共高41層（不設4樓、13樓、14樓、24樓、34樓及44樓），其中基座佔4層。維港峰的6樓至頂層46樓為住宅樓層(23樓為庇護層)，每層各設2至5伙單位 (6至22樓各設5伙；25至43樓各設3伙；45及46樓各設2伙)，合共提供125個分層住宅。
維港峰單位的實用面積介乎524至3,518平方呎，間隔涵蓋一至六房。戶戶採用獨立式廚房設計，各配罝16至46平方呎露台。而除了兩戶頂層複式戶以外，所有單位另設有8至62平方呎窗台。
景觀方面，項目單位北向電車廠及西區副食品挑發市場，建築物屬有限高度，因此低層住戶亦可享有海景，高層單位更可遠眺昂船洲大橋、青馬大橋及汲水門大橋等景致，視野可謂十分開揚。

### 標準戶
標準戶共有112伙，實用面積由539至1,753平方呎，間隔分為1房2廳（連套房）及儲物室連廁、2房2廳（連套房）、2房2廳（連套房）及儲物室、3房2廳（連套房）及儲物室連廁、4房2廳（連雙套房）及儲物室連廁等多種，均配罝14至16平方呎工作平台。

### 特色戶
特色戶共有13伙，可分為連平台戶及複式戶兩種：
- 連平台戶僅設5伙，只設於6樓，實用面積由524至1, 166平方呎，間隔分為1房2廳（連套房）及儲物室連廁、2房2廳（連套房）及儲物室、3房2廳（連套房）及儲物室連廁三種，各配置11至353平方呎平台。
- 複式戶則有8伙，分佈於38至46樓A及B室，實用面積由2,014至3,518平方呎，間隔分為2房2廳（連套房）及儲物室連廁、3房2廳（連3套房）及儲物室連廁、5房2廳（連3套房）及儲物室連廁、6房2廳（連3套房）及儲物室連廁四種。部份複式戶設有14或16平方呎工作平台。當中45及46樓兩伙頂層複式戶配置有896或1,525平方呎平台、773或1,219平方呎天台及一個101平方呎梯屋。

## 屋苑設施
維港峰設有面積達16,978平方呎的住客會所，提供包括25米室內外連恆溫游泳池、兒童嬉水池、按摩池、健身室、室外燒烤區、兒童遊樂場及桑拿室等設施，供住戶享用。

## 歷史
維港峰 前身為一幢由長江實業地產在1972年興建位於干諾道西178-180號及德輔道西343-345號樓高21層共約有44伙的工業大廈 ——長嘉工業大廈，及後陸續出售單位，早於2008年2月其中佔該廈91%業權的44名業主，委託第一太平戴維斯以意向價約13.7億元透過聯合方式招標出售，唯未有成功出售；至2009年4月英皇集團（國際）委託田生集團計劃以約10億元收購全幢全部業權，其中該廈10樓兩個單位由英皇集團持有，而亦有部分地鋪由創興銀行廖氏家族成員持有，及後小業主向財團提出加價5%要求，終以10.5億元取得逾92%業權，至2010年1月田生集團（宏輝集團前身）把業權轉交英皇集團（國際），發展商於4月因未能購入3個工業單位而申請強制拍賣，最終發展商並沒有進行強制拍賣，於2011年3月以13.6億元完成統一所有業權。
地盤面積約18267方呎，2009年9月地盤獲屋宇署批准興建1幢包括4層停車場的30層高商廈，總樓面約273,989方呎，至2010年發展商亦獲批以地積比率10.1倍重建一幢提供少於200伙住宅，並附設地下商舖及60個車位的約45至46層高商住項目；最終項目建成後者，總樓面約18.8萬方呎。
2025年6月，英皇國際以9,288萬港元出售維港峰基座商舖地下1至3號舖，建築面積約8,182平方呎，呎價11,352元。買家是李暖昇（基金）有限公司。

## 教育
維港峰小學校網為11。中學校網為中西區，皆為傳統名校網。區內名校及國際級著名學府林立，而屋苑距离香港最高學府的香港大學亦只是10分鐘步距，彌漫濃厚學術文化氣息，故一直備受望子成龍的家長歡迎。
中西區11校網一共有16所小學，是傳統名校網之一。區內小學包括嘉諾撒聖心學校、聖士提反女子中學附屬小學、般咸道官立小學、中西區聖安多尼學校及聖公會聖彼得小學等；中學則有聖保羅男女中學、聖保羅書院、聖士提反女子中學、英皇書院、英華女學校、聖若瑟書院及高主教書院等。
而國際學府包括: 己連拿小學 (ESF)、堅尼地小學 (ESF)、山頂小學 (ESF)、香港猶太教國際學校、德瑞國際學校及港灣學校等。

## 宣傳
英皇集團(國際)執行董事張炳強表示預計花逾1億元作宣傳 維港峰 的開支，其中同集團藝人謝霆鋒為代言人，以宣傳物業，而首3名內地買家可獲謝霆鋒頒發獎品。
另譤請了香港作家及傳媒工作者陶傑為樓盤命名，其中英文名「Upton」他表示「呢個up，唔係齋噏個噏，係up and coming 個up，係up climbing個up，向上游，游去邊呢？就游去上流。呢個upton，聲又響，好配合，是買家上樓的身份。」而英皇集團員工則享有購買優惠。

## 途經之公共交通服務
交通方面，樓盤距離港鐵香港大學站約5分鐘步程。同時附近有多條巴士、小巴路線及電車，可乘搭前往港九新界多區。

## 附近住宅
- 均益大廈2期
- 華明中心
- 創業中心
- 匯港中心
- 豐業大廈
- 光前大廈
- 中亞大樓

## 圖像

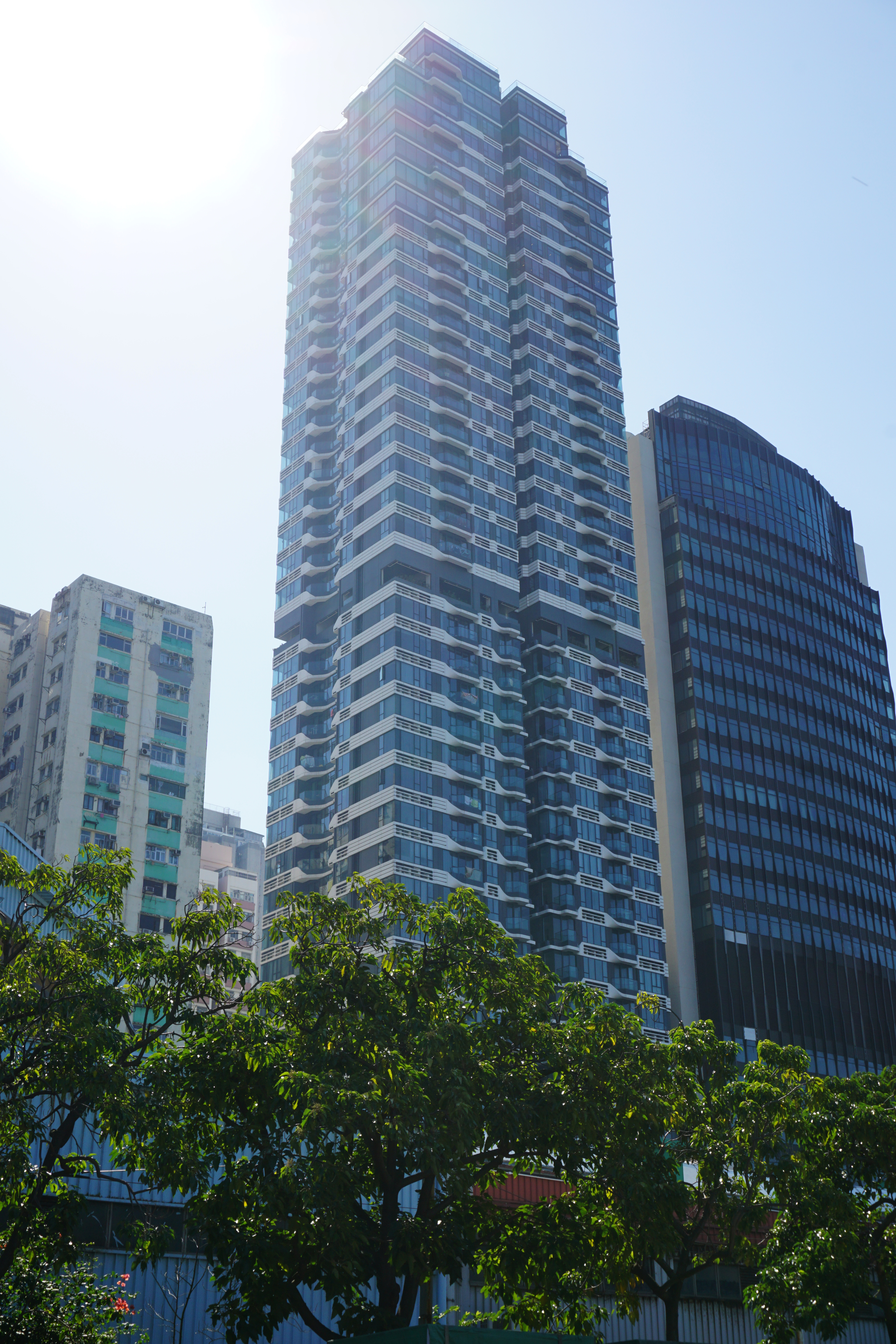
維港峰北面
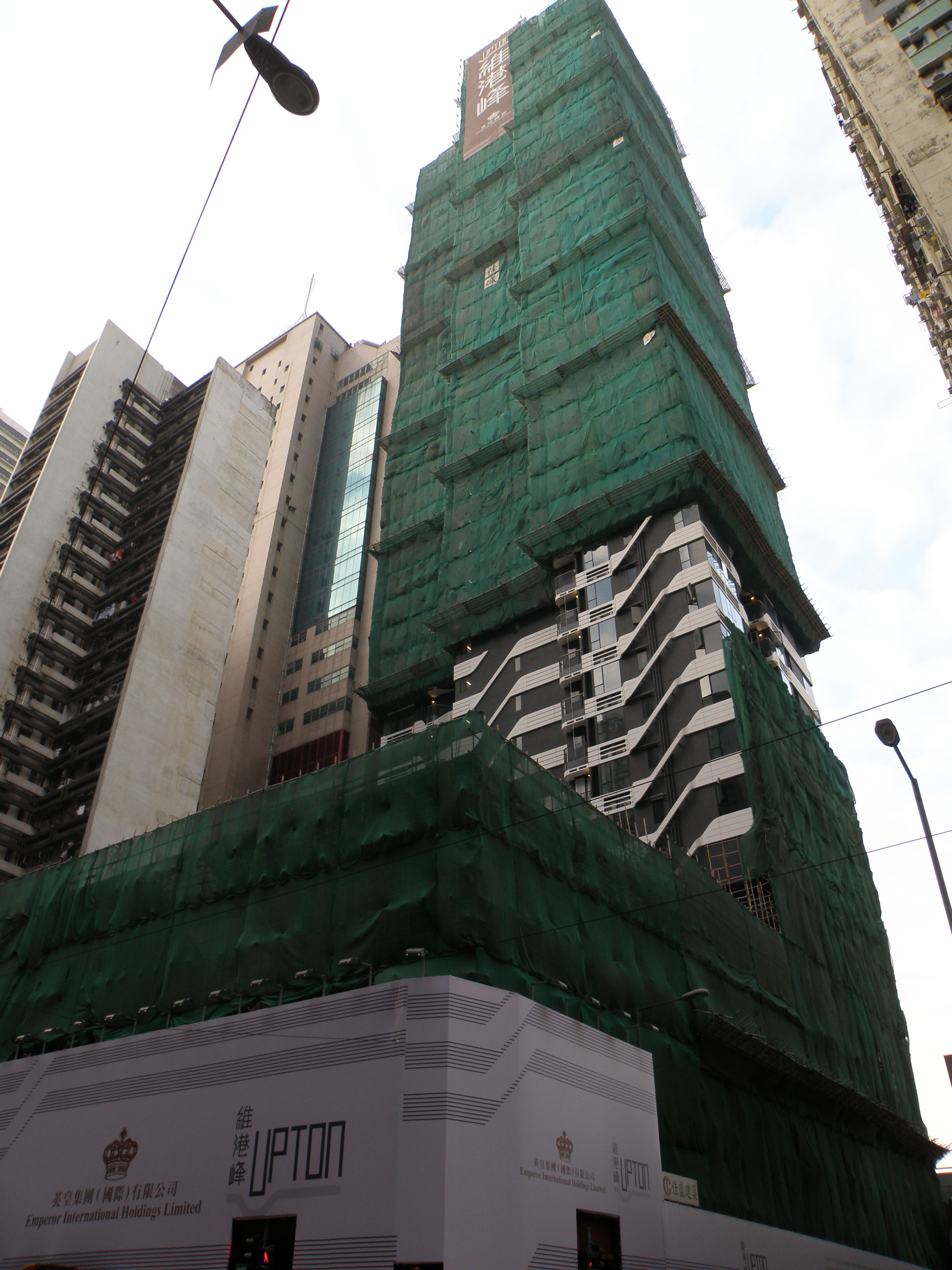
建築中的維港峰（2014年12月）
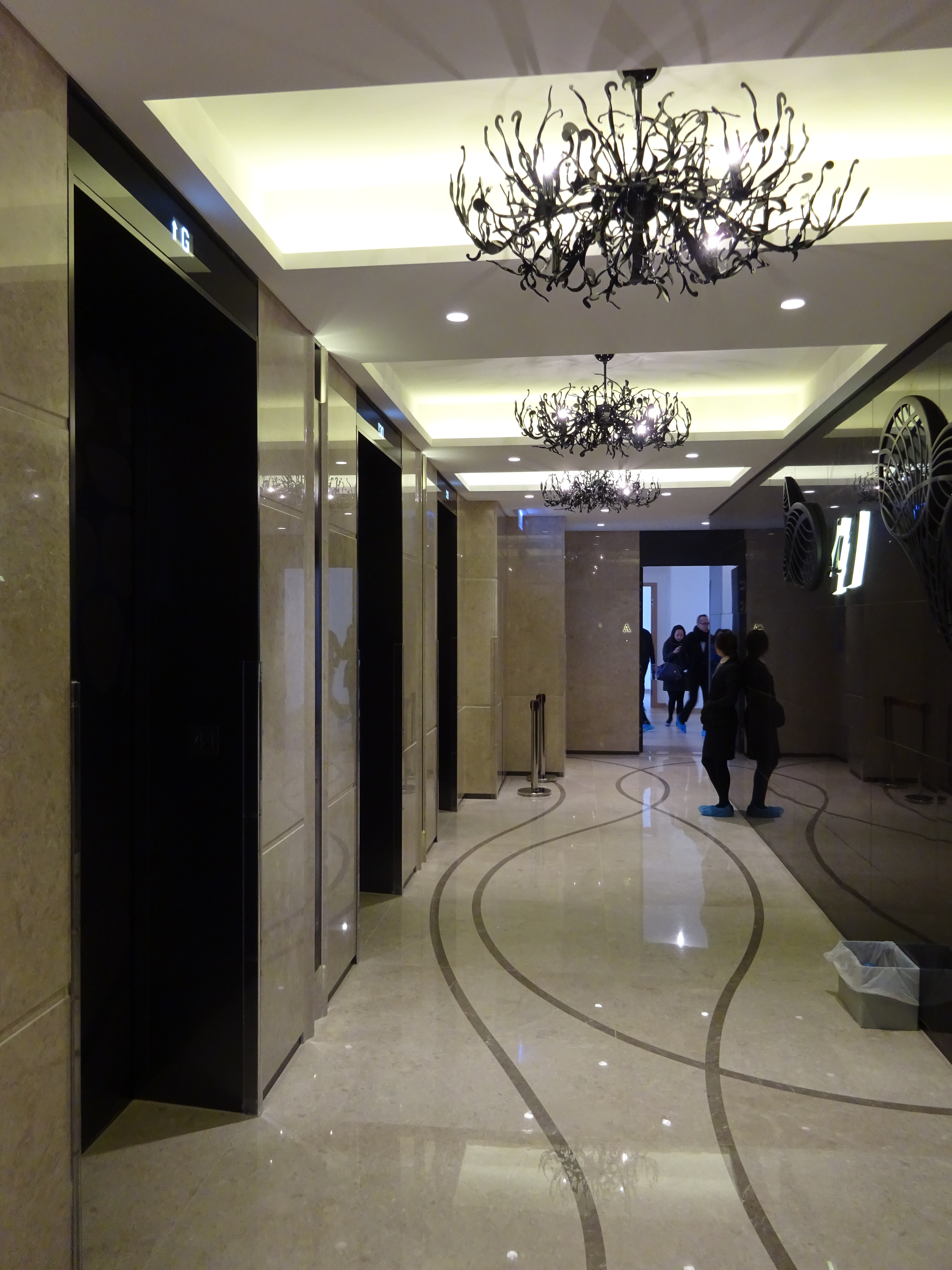
41樓大堂
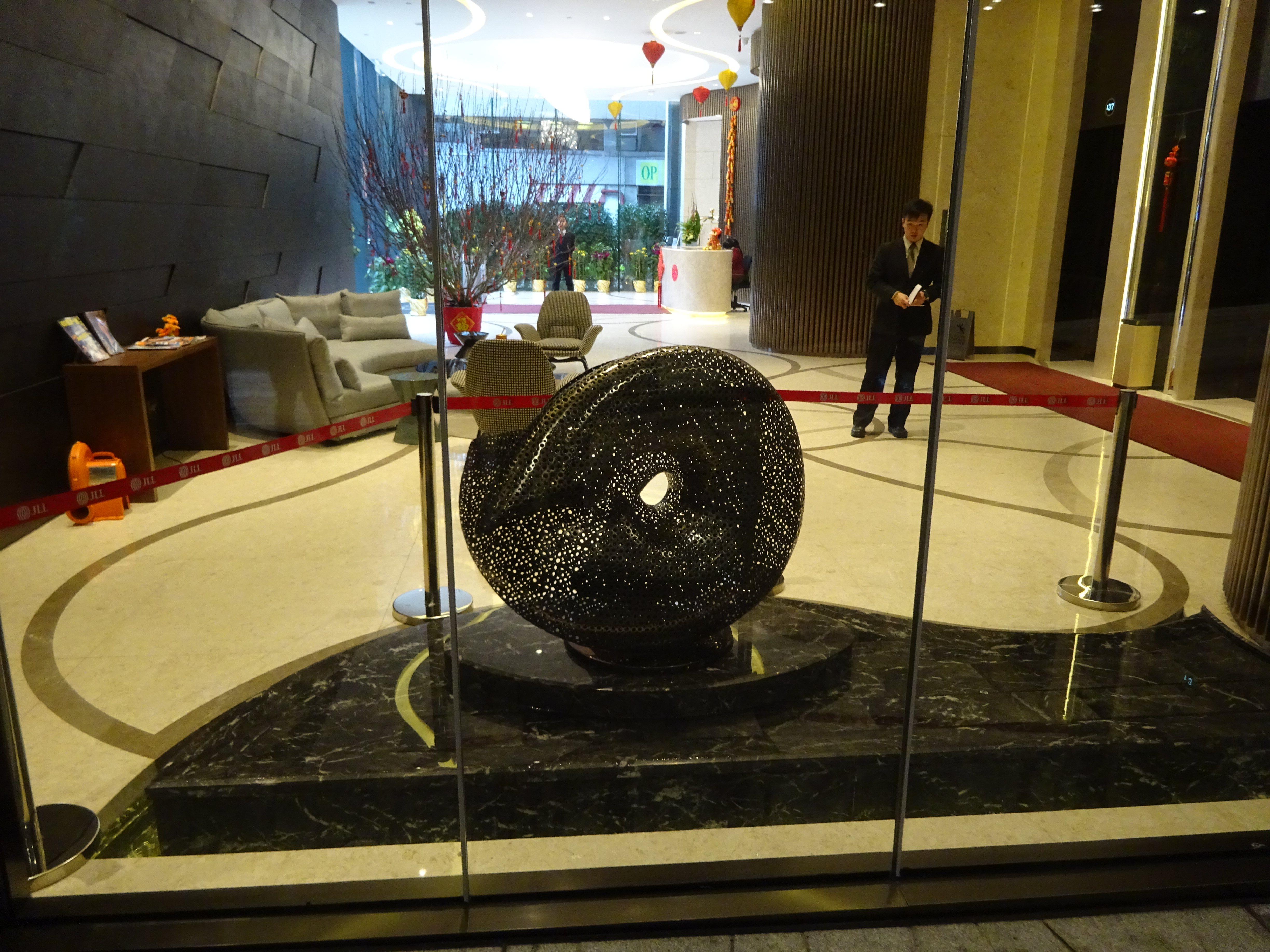
會所大堂雕塑
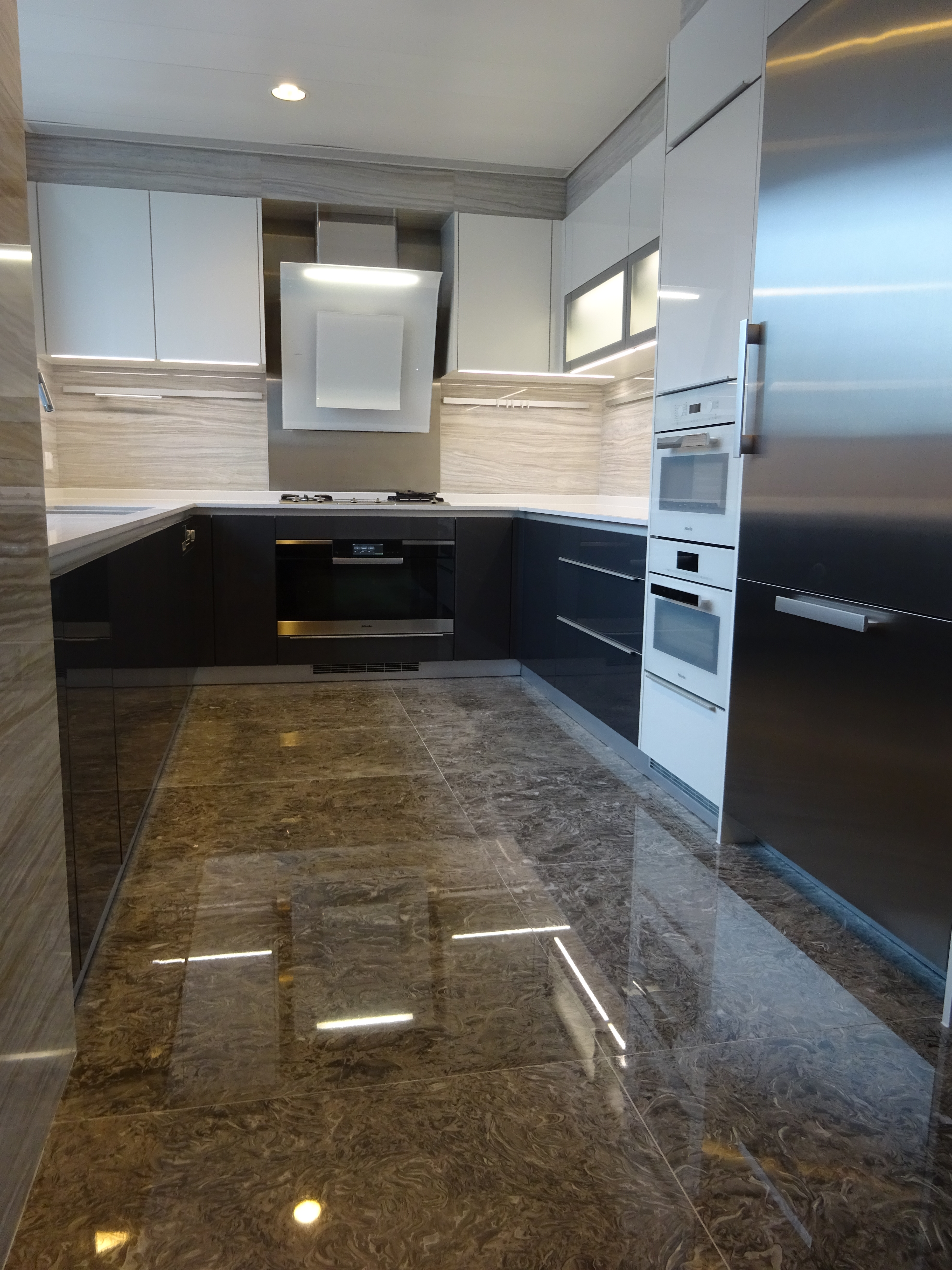
特色單位廚房

## 外部連結
- 維港峰 官方網頁 （页面存档备份，存于）